# Ogooué-Lolo

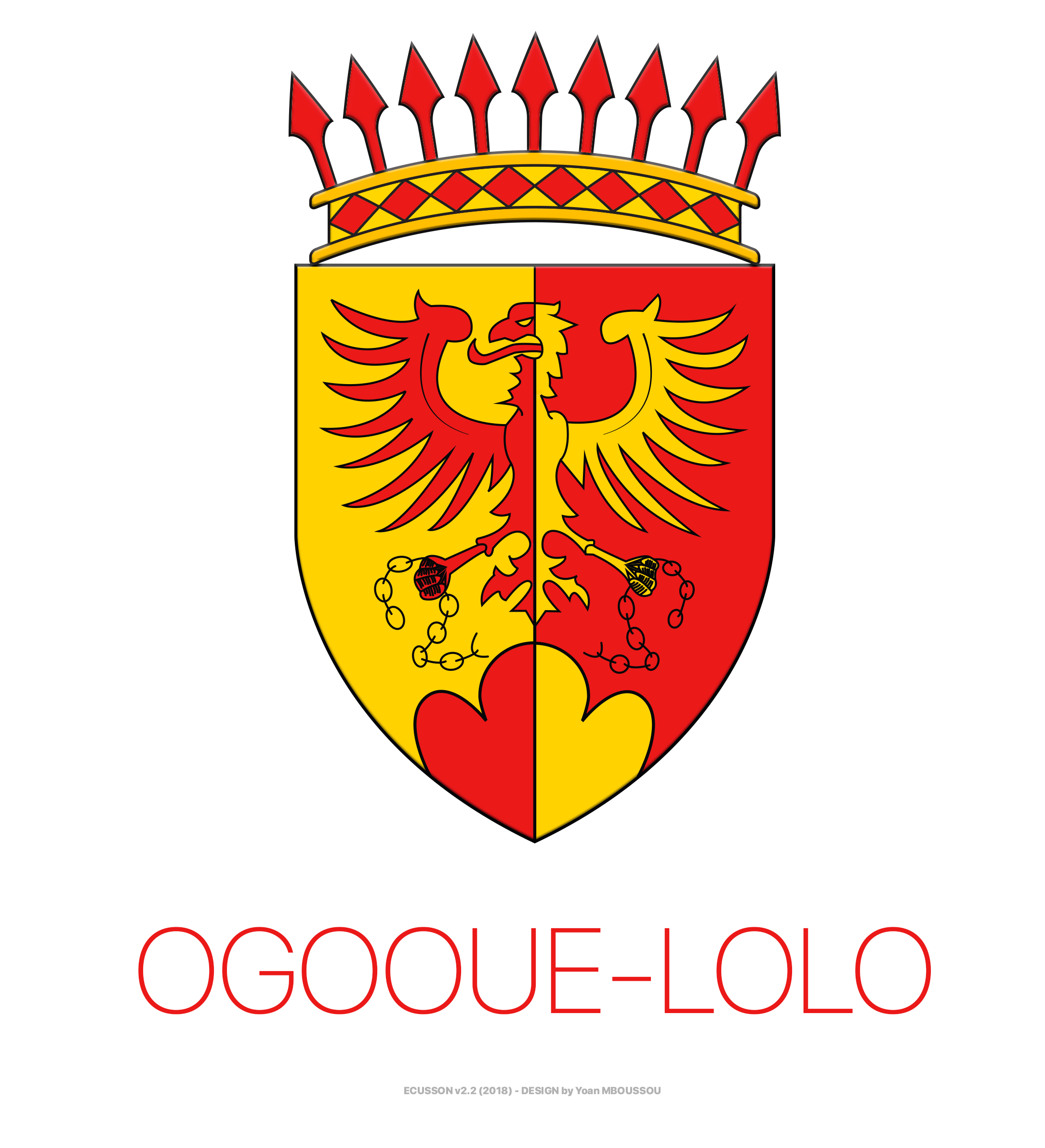
Écusson de l’Ogooué-Lolo.

Pour les articles homonymes, voir Lolo.
L'Ogooué-Lolo est une province du Gabon. Son chef-lieu est Koulamoutou.
La province de l'Ogooué-Lolo a une superficie de 25 380 km2, soit environ 10 % de la superficie nationale. Elle compte 65 771 habitants en 2013. Ces habitants se nomment les Lolistes.

## Géographie
Le plus grand cours d'eau de la province de l'Ogooué-Lolo est l'Ogooué, qui a donné son nom à chacune des provinces gabonaises qu'il traverse. Le département de Mulundu est situé sur sa rive gauche. Sur sa rive droite, c'est-à-dire au nord de l'Ogooué, s'étend le pays Kota couvert par des plateaux ayant une altitude moyenne de 300 à 400 mètres.
Comme partout sur le territoire gabonais, le climat de l'Ogooué-Lolo est équatorial. Ce climat équatorial est de transition australe car il se traduit par la répartition des saisons en deux grands ensembles : les pluies et les rémissions des pluies. La petite rémission des pluies, nommée Kwélé, est beaucoup moins nette ; elle a une durée variable de deux à quatre semaines et intervient entre les mois de janvier et février. Les petites pluies, dénommées Pessamboula par les Adoumas, vont de mars à juin. La grande rémission des pluies, appelée Issighou ou Mangala, dure trois mois, de fin juin à fin septembre. Enfin il y a la Mbula ou Mboule, c'est-à-dire le moment où les grandes saisons sont nettement marquées. La pluviométrie est de 1 700 mm au nord de la province et croît jusqu'à 2 000 mm au sud dans le massif du Chaillu.
La province de l'Ogooué-Lolo est couverte de la forêt équatoriale dans son ensemble. La forêt constitue un des plus grands facteurs déterminants de l'évolution de l'Homme dans cette région.

## Situation
La province est limitée au nord par l'Ogooué-Ivindo, à l'ouest par la province de la Ngounié, à l'est par la province du Haut-Ogooué et au sud par la République du Congo.
|         | Ogooué-Ivindo |             |
| Ngounié | Ogooué-Lolo   | Haut-Ogooué |
|         | Niari         |             |

## Divisions administratives

Départements de l'Ogooué-Lolo.

Le gouverneur de la province est Marie Françoise Dikoumba depuis 2018.
L'Ogooué-Lolo comprend quatre départements subdivisés eux-mêmes en cantons. Ces départements sont (chefs-lieux entre parenthèses) :
- Lolo-Bouenguidi (Koulamoutou)
- Mulundu (Lastoursville)
- Lombo-Bouenguidi (Pana)
- Offoué-Onoye (Iboundji)

## Liens
- Notices dans des dictionnaires ou encyclopédies généralistes :   - Enciclopedia De Agostini
  - Gran Enciclopèdia Catalana